# 钱宝琮
錢寶琮（1892年5月29日—1974年1月5日），字琢如，浙江嘉興人，與李儼同為中國數學史研究的先驅。

## 生平
1908年入讀英國伯明罕大學土木工程系。1925年經姜立夫介紹，擔任南開大學算學系教授。他講授的課程包括代數方程解法、最小二乘法、中國算學史、初等微積分、高等微積分、微分方程、整數論、初等解析算學和初等力學。1927年9月任第四中山大學（1928年改名中央大学，1949年改名南京大学）數學系副教授。1928年8月任浙江大学文理學院數學系副教授。1928年任浙江大学首屆數學系主任，次年辭去這個職務。1956年調到中國科學院自然科學史研究室任研究員，專心研究數學史。
他著有詩詞集《駢枝集》。他和陳省身之父是舊時同學，所以常常到陳家。他發覺陳省身數學程度不壞，便鼓勵陳省身投考南開大學，發掘了一個數學家。

## 主要著作

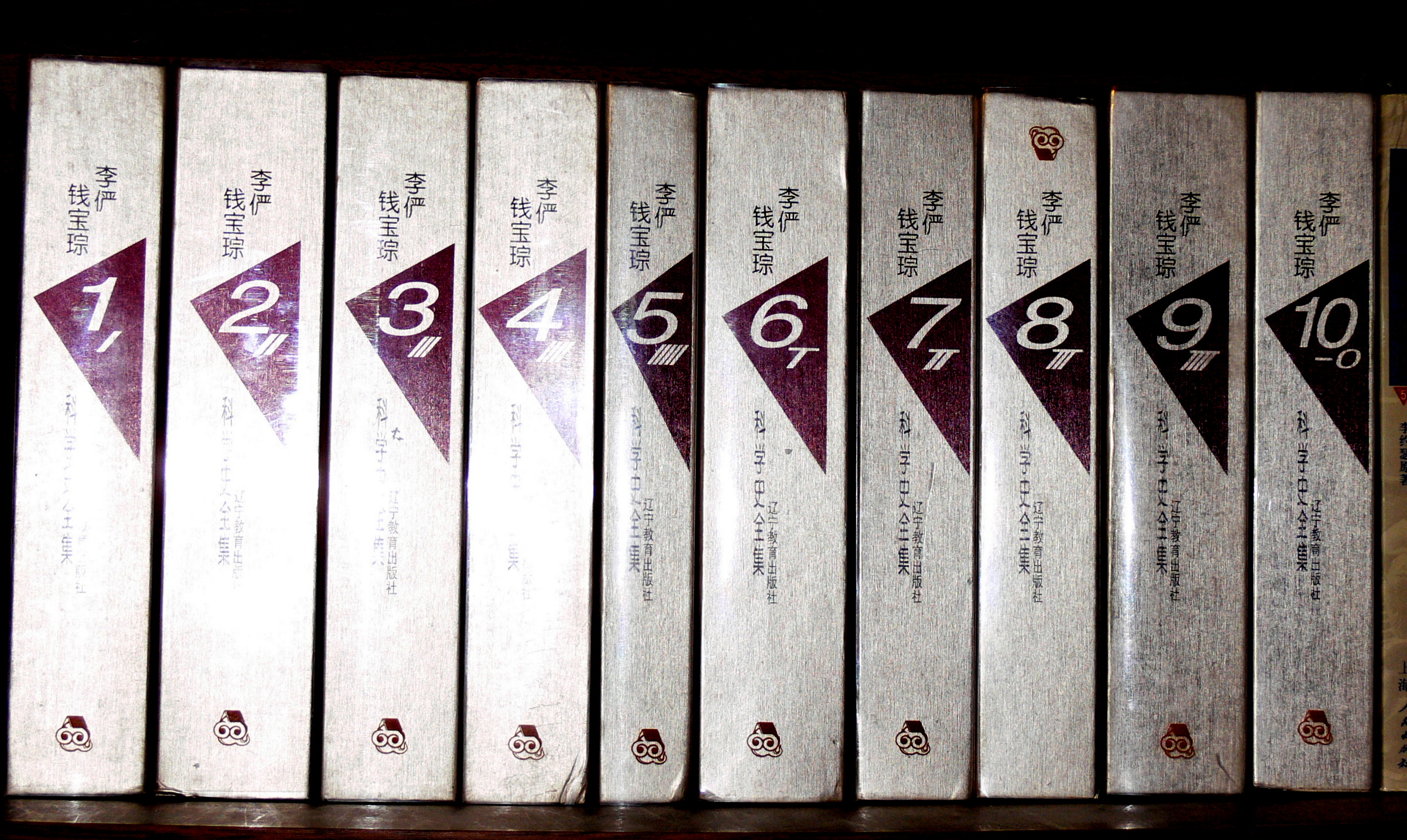

- 《中國算學史》（1932）
- 《古算考源》（1933）
- 《中國數學史》（主編，1964）
- 《算經十書》校點（1963）
- 《孙子算经考》
- 《中国算术中的圆周率研究》
- 《中国数学中的整数勾股形研究》
- 《中国古代数学的伟大成就》
- 《中国古代分数算法的发展》
- 《阿拉伯数码的历史》
- 《增乘开方法定历史发展》
- 《秦九韶数书九章研究》
- 《有关测园海镜的几个问题》

## 外部連結
- 繼往開來者，百世尚流芳—錢寶琮
- 兩種學術風格──紀念李儼與錢寶琮誕生百周年[]，梅榮照
- 水調歌頭　錢寶琮[永久]